# Neways Electronics
Neways Electronics International N.V. ist ein international operierender EMS-Anbieter. Die Aktiengesellschaft hat ihren Hauptsitz in Son (Niederlande) und ist an der Euronext Amsterdam notiert (Kennung: NEWAY).

## Unternehmensstruktur
Das Unternehmen wurde 1969 durch Gerard Meulensteen gegründet. Dem Vorstand von Neways Electronics International gehören Eric Stodel (CEO), Paul de Koning (CFO) und Steven Soederhuizen (COO) an.
Das Unternehmen hat Tochtergesellschaften in den Niederlanden, Deutschland, Tschechien, der Slowakei, China und den Vereinigten Staaten und beschäftigte 2020 durchschnittlich 2.700 Mitarbeiter.

## Standorte

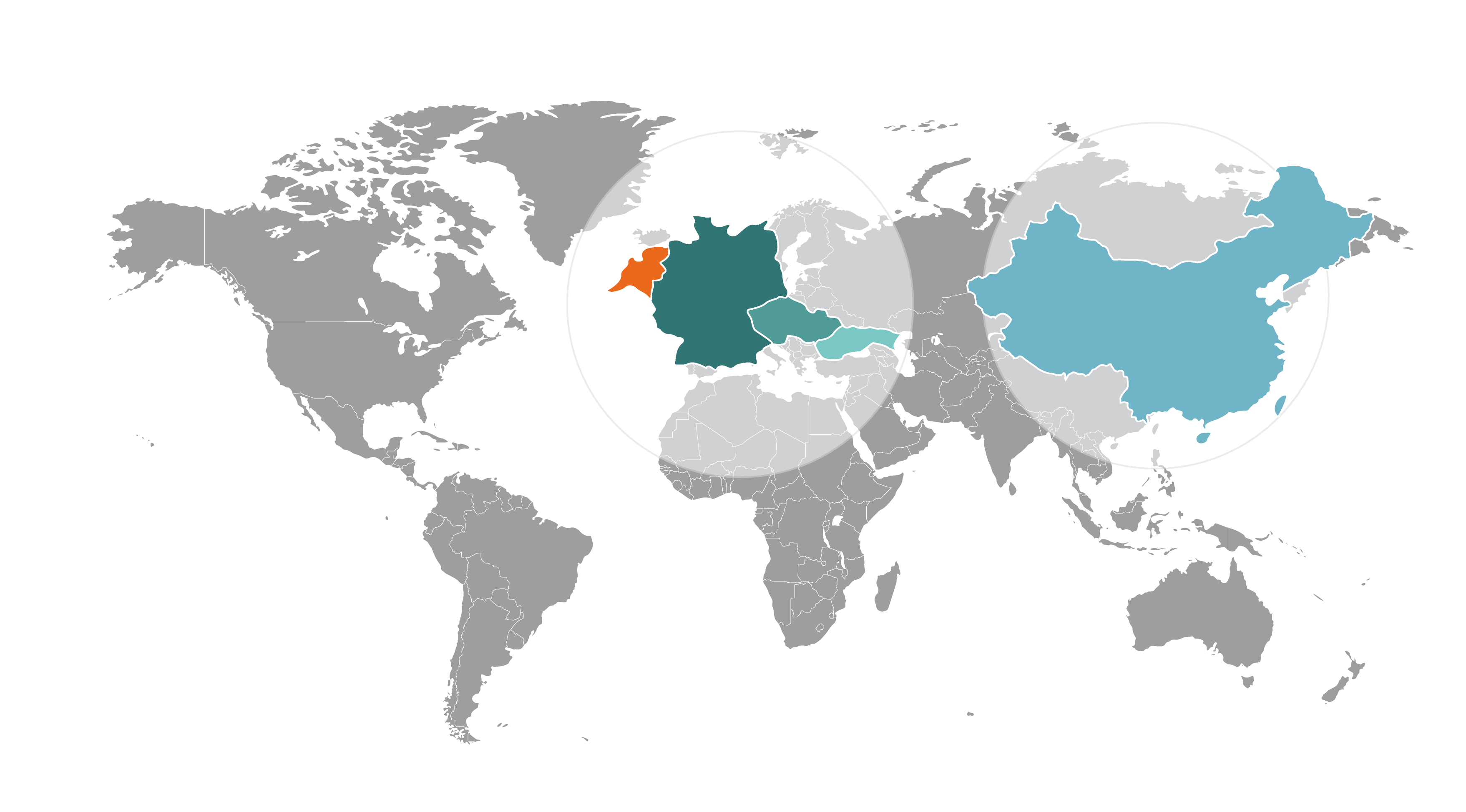
Weltkarte mit Neways-Standorten

Neways Electronics hat Produktionsstandorte in Son (NL), Echt (NL), Leeuwarden (NL), Neunkirchen (D), Riesa (D), Decin (CZ), Nová Dubnica (SK) und Wuxi (CN). Außerdem ist der Elektronikdienstleister mit einem Vertriebsbüro in den Vereinigten Staaten vertreten. Die Entwicklungsstandorte befinden sich in den Niederlanden (Son, Echt, Enschede) und in Deutschland (Erfurt).

## Geschichte
Das Unternehmen wurde 1969 durch Gerard Meulensteen unter dem Namen „Elektrotechnisch Projecten Bureau Meulensteen“ gegründet. Die Entwicklung von einer regional tätigen Firma zum international operierenden Unternehmen vollzog sich in den 70er- und 80er-Jahren. Neways, das 1986 an die Amsterdamer Börse ging, erlebte Ende der 80er-Jahre ein starkes eigenständiges Wachstum. Zu Beginn der 90er-Jahre lag der Fokus auf der Übernahme anderer Unternehmen. 1997 begannen die Aktivitäten von Neways in Mitteleuropa (Tschechien, Slowakei), Asien folgte 1998. Dank der Verlagerung der Produktion zu den Tochtergesellschaften ins Ausland gelang Neways eine erhebliche Kostensenkung – unter Vorwegnahme späterer Trends auf dem Markt. Zu Beginn des 21. Jahrhunderts verstärkte Neways seine Position auf dem deutschen Markt und erweiterte die Aktivitäten in den neuen Geschäftsgebieten. Die BuS-Gruppe in Deutschland wurde Ende 2014 übernommen.

## Dienstleistungen (Auswahl)
Die Dienstleistungen von Neways beinhalten Entwicklung, Design & Manufacturing, Platinenbestückung, Kabelkonfektionierung, Gerätemontage, Hybridelektronik und Outsourcing-Konzepte.